# Roy D'Amy
 (avril 2019).
Si vous disposez d'ouvrages ou d'articles de référence ou si vous connaissez des sites web de qualité traitant du thème abordé ici, merci de compléter l'article en donnant les références utiles à sa vérifiabilité et en les liant à la section « Notes et références ».
Roy D'Amy (né Rinaldo Dami le 29 septembre 1923 à Cismon del Grappa et décédé le 15 février 1979 à Milan) est un illustrateur, éditeur et dessinateur de bande dessinée italien.

## Biographie
Pendant la Seconde Guerre mondiale, Roy fut pilote dans les forces armées italiennes à la frontière nord-africaine, où il fut captif britannique en 1943.
Roy D'Amy a d'abord été envoyé dans un centre de détention en Algérie et finalement à Malte. 
C'est grâce à cela qu'il a appris la langue anglaise et a découvert le monde de la bande dessinée. Il était particulièrement fasciné par les auteurs américains Milton Caniff, Frank Robbins et Alex Toth.
De retour à Milan en 1947, Rinaldo travaille dans la publicité et l’animation, deviendra collaborateur du studio de cinéma de Nino Pagot, où il a travaillé comme dessinateur pour le film d'animation I fratelli Dinamite en 1949. Cette œuvre est considérée comme l’un des premiers dessins animés complets en Italie et le premier film italien tourné en Technicolor.
En 1948, il fait ses débuts en tant que dessinateur dans la série Bleck e Gionni d'Andrea Lavezzolo. Cette même année, il a commencé sa collaboration avec Edizioni Audace, où il est aux côtés de Guido Zamperoni et Franco Donatelli sur la série de bandes dessinées La pattuglia dei senza paura.
En 1949, il crée sous le pseudonyme de Roy D'Amy la série de bandes dessinées Mani in Alto sur les aventures de Teddy Star, sergent de cavalerie, l’une de ses œuvres les plus réussies[réf. nécessaire]. La série a été publiée en 1954 en Allemagne.
Dans les années 1950, il était l’un des dessinateurs de la série de bandes dessinées Pecos Bill du rédacteur publicitaire Guido Martina et du dessinateur en chef Raffaele Paparella. En 1952, il dessine 18 épisodes de la série Gordon Jim sur les aventures d'un noble écossais à l'époque de la guerre d'indépendance des États-Unis.
En 1954 à Milan, Roy et son frère Piero travaillent ensemble pour l'agence Creazioni où étaient présents de nombreux artistes comiques célèbres sous contrat, dont Gino D'Antonio, Ruggero Giovannini, Ferdinando Tacconi, Sergio Tarquinio, Sergio Asteriti, Enrico Bagnoli, Dino Battaglia, Franco Bignotti, Renzo Calegari, Antonio Canale, Leone Cimpellin, Aldo Di Gennaro, Giorgio De Gaspari, Nadir Quinto, Sergio Tuis, Franco Tarantola et Mario Uggeri. L'agence a également fourni les œuvres aux maisons d'édition et agences étrangères, notamment Fleetway en Angleterre et Editions Lug en France.
De 1954 à 1957, il travailla pour le magazine hebdomadaire pour enfants Corriere dei Piccoli, dans lequel il a publié les histoires humoristiques comiques Scuterino et Indianetto.
En 1956, il est impliqué dans la bande dessinée Davy Crockett de Carlo Porziani et Renzo Calegari.
En 1958, avec Carlo Porziani, il fonde l'Agenzia di produzioni editoriali Dami, spécialisée dans les livres informatifs et éducatifs.
En 1960, il y a eu une rupture entre les frères Dami. Pendant que Rinaldo continuait de travailler avec Porziani, Piero fondait l'éditeur de livres pour enfants Dami Editore.
À la fin des années 1960, Roy D'Amy s’intéressait principalement aux livres animaliers destinées pour enfants, ce qui lui permet en 1968 de créer et illustrer la série La Vie privée des animaux publiée en 22 volumes jusqu'en 1978 aux éditions Casa Editrice. La version française a été traduite par Claude Voilier et éditée par Hachette.